# Hvalba
Hvalba (IPA: ['kvalba], danska: Kvalbø) är en by i Hvalbas kommun på nordöstra delen av ön Suðuroy i Färöarna, i änden av Hvalbiarfjørður. Byn hade 626 invånare vid folkräkningen 2015.
Den viktigaste näringen i Hvalba utgörs av fiskeindustrin, som även innefattar förädling av fisk och fisknätsproduktion. Hvalba har även en stor jordbruksareal i förhållande till andra färöiska orter. Nu för tiden används jordbruksmarken till fritidslantbruk med gräs och potatisodlingar. Hvalba är också känt för att vara en av Färöarnas bästa platser för fångst av grindvalar.

## Historia
Hvalba grundades troligtvis under landnamstiden efter år 825. Under 1600-talet drabbades hela ön av sjörövare som härjade. Orten angreps av tre nordafrikanska skepp 1629. Två av dem förliste på väg ut från fjorden, medan det sista fick med sig 30 kvinnor och barn som såldes som slavar i Nordafrika.
Under 1960-talet fick Hvalba vägförbindelse till Sandvík i norr och Trongisvágur i söder via två tunnlar. Den 1 400 meter långa tunneln till Trongisvágur och Tvøroyri öppnades 1963, och den 1 500 meter långa tunneln norrut mot Sandvík invigdes 1969. Idag är tunnlarna ortens enda in- och utfarter.
I bergen söder om Hvalba finns gruvor där det har brutits brunkol sedan 1770-talet. Brunkol var en viktig energikälla på Färöarna intill slutet av andra världskriget. Även numera pågår gruvdrift i begränsad omfattning med stöd av statsbidrag.

## Befolkningsutveckling
| Befolkningsutvecklingen i Hvalba 1985–2015 | Befolkningsutvecklingen i Hvalba 1985–2015 | Befolkningsutvecklingen i Hvalba 1985–2015 | Befolkningsutvecklingen i Hvalba 1985–2015 | Befolkningsutvecklingen i Hvalba 1985–2015 |
| ------------------------------------------ | ------------------------------------------ | ------------------------------------------ | ------------------------------------------ | ------------------------------------------ |
|                                            |                                            |                                            |                                            |                                            |
| År                                         |                                            |                                            | Folkmängd                                  |                                            |
| 1985                                       | 1985                                       |                                            | 710                                        |                                            |
| 1990                                       | 1990                                       |                                            | 718                                        |                                            |
| 1995                                       | 1995                                       |                                            | 650                                        |                                            |
| 2000                                       | 2000                                       |                                            | 644                                        |                                            |
| 2005                                       | 2005                                       |                                            | 656                                        |                                            |
| 2010                                       | 2010                                       |                                            | 604                                        |                                            |
| 2015                                       | 2015                                       |                                            | 626                                        |                                            |
|                                            |                                            |                                            |                                            |                                            |